# Мавзолей Бабаджи хатун
Мавзолей Бабаджи хатун (каз. Бабажы қатын кесенесі) — мавзолей эпохи Караханидов (XII век), расположенный в селе Айша-биби Жамбылского района Жамбылской области Казахстана в 18 км от города Тараза. Автор и строители неизвестны. С 1982 года находится под охраной государства.

## История
Легенда о строительстве мавзолея Бабаджи хатун непосредственно связана с легендой о строительстве мавзолея Айша-биби. Существуют 28 различных версий этой легенды. Согласно самой распространённой — Айша-биби была дочерью известного учёного и поэта XI века хакима Сулеймана Бакыргани. После его смерти она воспитывалась у шейха Айкожы. Однажды правитель Тараза Карахан Мухаммед (в честь которого возведён мавзолей Карахана в Таразе) попросил её руки, однако её воспитатель не дал согласие. Тогда она обманным путём поехала в Тараз. К несчастью, её жених никогда больше не смог её увидеть, так как она погибла на берегу реки Аса от укуса змеи, спрятавшейся в головном уборе. Скорбя по смерти девушки, Карахан воздвиг мавзолей сказочной красоты на месте её гибели. Попутчица Айша-биби Бабаджи хатун стала хранительницей мавзолея и после смерти была похоронена в 20 шагах от Айша-биби в мавзолее Бабаджи хатун.
Мавзолей был исследован в 1897 году Василием Каллауром, в 1938—1939 годах — Александром Бернштамом, в 1953 году — Толеу Басеновым.
В 1982 году памятник был включён в список памятников истории и культуры Казахской ССР республиканского значения и взят под охрану государства.

## Архитектура
Беспортальный мавзолей Бабаджи хатун имеет почти кубическую форму, его размеры 6,9 х 6,9 × 5,0 м, толщина стен достигает 1,23 м. Построен из светлого обожжённого кирпича размерами 25 х 25 х 4,5 см. Архитектурная композиция простая. Три фасада здания (кроме западного) декорированы нишами и медальонами. Главный фасад отличается от боковых только наличием парапета. На парапете главного фасада имеется надпись на арабском языке: «Это гробница называемая Бабаджи хатун… Строитель её…».
Плоскости стен фасадов украшены ложными арочными окнами и нишами. Над окнами выложены круги из кирпича, выполненные фигурной кладкой. Декоративные ниши и медальоны заключены в рамку в виде буквы «П» из прямоугольного в разрезе желобка, сделанного в кладке стены. Над рамкой проходит зубчатая горизонтальная полоса, образованная сдвоенными кирпичами, повёрнутыми углами к наружной стене. Такие же полосы обегают верх парапета и барабана, на котором покоится купол. Переход от стен к восьмиграннику и куполу замаскирован тромпами. Здание мавзолея увенчано гранёным барабаном, который служил основанием для 16-рёберного конического купола, который не сохранился до настоящего времени. В 1981 году купол был реконструирован по проекту института Казпроектреставрация.
Восточный фасад находится на одной линии с восточным фасадом мавзолея Айша-Биби.